# گلن لنگان
گلن لنگان (انگلیسی: Glenn Langan؛ ۸ ژوئیهٔ ۱۹۱۷ – ۲۶ ژانویهٔ ۱۹۹۱) یک هنرپیشه اهل ایالات متحده آمریکا بود.